# Влахопуло, Константин Изотович
Константин Изотович Влахопуло (Влахопулов) (1798—1854) — генерал-лейтенант русской императорской армии, сенатор.

## Биография
Родился 27 февраля (10 марта) 1798 года. Его отец, капитан-лейтенант Изот Влахопуло погиб во время шторма на фрегате «Царь Константин» 15 октября 1798 года.
В офицерском звании с 1816 года. Полковник Влахопуло 3 декабря 1839 года за выслугу получил орден Св. Георгия 4-й степени (№ 5971). Кроме этого был награждён: орденами Св. Анны 4-й степени (1819), Св. Владимира 4-й степени с бантом (1827), Св. Анны 2-й степени с алмазами (1828), золотой шпагой «За храбрость» (29.05.1829, подполковник). С 10 января 1844 года — генерал-майор; служил в Корпусе жандармов; произведён в генерал-лейтенанты.
Был назначен сенатором 6 декабря 1853 года; спустя год, 16 (28) декабря 1854 года скончался и был похоронен на кладбище Новодевичья монастыря.